# William Clothier
William Jackson Clothier (27. září 1881, Sharon Hill, Pensylvánie – 4. září 1962, Filadelfie) byl americký tenista, vítěz dvouhry na US Open v roce 1906.
V roce 1956 byl uveden do tenisové síně slávy.

## Účast ve finále turnajů Grand Slam

### Vítězství dvouhra (1)
| Rok  | Turnaj  | Soupeř ve finále | Výsledek      |
| 1906 | US Open | Beals Wright     | 6-3, 6-0, 6-4 |

### Prohra ve finále (2)
| Rok  | Turnaj    | Soupeř ve finále | Výsledek                |
| 1904 | U.S. Open | Holcombe Ward    | 10-8, 6-4, 9-7          |
| 1903 | U.S. Open | William Larned   | 6-1, 6-2, 5-7, 1-6, 6-1 |

## Davisův pohár
Odehrál tři zápasy za daviscupové mužstvo USA, s bilancí 4-1 ve dvouhře.